# کدو پلو
کدو پلو یا کدو حلوایی پلو (به مازنی:کَئی پِلا) یکی از انواع پلوها در آشپزی ایرانی است. کدو پلو یک غذای شمالی است که بیشتر نسبت آن به شهر بابل است

## مواد لازم برای تهیه کدو پلو
- برنج خیسانده
- کدو حلوایی
- پیاز
- نمک و زردچوبه
- روغن

## طرز پخت کدو پلو
پیاز را نگینی کرده و در تابه‌ای با نمک و زردچوبه و فلفل تفت می‌دهند. کدوهای خردشده را به ترکیب اضافه کرده و پس از کمی تفت دادن به آن زردچوبه و دارچین اضافه می‌کنند.
برنج آبکش شده را به صورت لایه‌لایه با مواد تهیه شده مخلوط می‌کنند. وقتی همه مواد را در قابلمه ریختند، در آن می‌گذراند تا برنج با مواد تهیه شده روی حرارت بسیار کم دم بکشد.